# Konkordienformel
Die Konkordienformel (lateinisch formula concordiae, Eintrachtsformel, auch das Bergische Buch) ist die letzte Bekenntnisschrift der lutherischen Kirche. Sie entstand 1577 auf Veranlassung des Kurfürsten August von Sachsen.

## Geschichte
Die Konkordienformel sollte die Zerwürfnisse beilegen, die nach Martin Luthers Tod 1546 innerhalb der evangelischen Territorien dadurch entstanden waren, dass insbesondere Kursachsen der milden Melanchthonschen Richtung (Philippismus) folgte, während das ernestinische Sachsen und Württemberg ein strenges Luthertum vertraten (Gnesiolutheraner). Die damit zusammenhängenden Streitigkeiten reichten z. T. auch schon bis zu Luthers Lebzeiten zurück. Die Konkordienformel sollte die innerlutherischen Lehrstreitigkeiten beilegen und war der Versuch, einen „Mittelweg“ zu gehen. Die Konkordienformel ist so als innerlutherisches Konsenspapier konzipiert.
Der württembergische Theologe Jakob Andreae trat seit 1567 für eine Einigung der Lutheraner ein und gewann hierfür die Unterstützung von verschiedenen Territorien und deren führenden Theologen. Eine erste Vorstufe war Andreaes Schwäbische Concordie von 1573, die 1574 zur Schwäbisch-sächsischen Konkordie umgearbeitet wurde. Nach dem Sturz der Philippisten wurde Kursachsen 1575 zur treibenden Kraft der Bemühungen. Bei einem 1576 im ehemaligen sächsischen Regierungssitz Torgau gehaltenen Konvent, an dem  neben Georg Lysthenius aus Dresden, Martin Chemnitz aus Braunschweig, David Chyträus aus Rostock, Andreas Musculus und Christoph Corner aus Frankfurt (Oder) teilnahmen, wurden die Schwäbisch-sächsische Konkordie und die sogenannte Maulbronner Formel von 1576 zum Torgauer Buch vereinigt. Nach dem Einlaufen zahlreicher Gutachten wurde dieses im März und  Mai 1577 im Kloster Berge bei Magdeburg von den erwähnten Theologen, zu denen statt Georg Lysthenius Nikolaus Selnecker aus Leipzig kam, abermals umgearbeitet und nun das Bergische Buch genannt. Es ist identisch mit der Solida Declaratio der Konkordienformel; als Kurzfassung (Epitome) wurde eine Zusammenfassung anerkannt, die Andreae bereits 1576 verfasst hatte.
Durch diese Formel wurde jede Annäherung an die Reformierten unmöglich gemacht. Dies konkret durch die Abendmahlslehre. Eine bloß zeichenhafte oder geistige Auffassung des Abendmahls durch die Calvinisten wird abgelehnt. „Die Lehre von der Gegenwart von Leib und Blut Christi im Abendmahl wird lutherisches Dogma. Damit wird der Trennungsstrich zum Calvinismus definitiv.“
Kirchliche Anerkennung erhielt die Konkordienformel unter anderem in Kursachsen, Kurbrandenburg, der Kurpfalz, 20 Herzogtümern, 24 Grafschaften und 35 Reichsstädten. 8000 bis 9000 lutherische Theologen erkannten sie durch ihre Unterschrift an. Jedoch wurde sie nicht von allen lutherischen Territorien befürwortet; daher gilt sie auch heute nicht in allen evangelisch-lutherischen Kirchen als Bekenntnisschrift. So wurde sie u. a. in Hessen, Zweibrücken, Anhalt, Pommern, Holstein, Dänemark, Schweden, Nürnberg und Straßburg nicht angenommen. Herzog Julius von Braunschweig-Wolfenbüttel, der zu den entschiedensten Förderern gehört hatte, verweigerte sich nach dem Streit um die Amtseinführung seines Sohnes als Fürstbischof von Halberstadt. In Kurbrandenburg wurde sie im 17. Jahrhundert aus der Liste der Bekenntnisschriften gestrichen.
Alle Pfarrer in Kursachsen mussten ein Bekenntnis zur Konkordienformel ablegen. Es kursierte ein Vers:

„Schreibet, lieber Herre, schreibt,
dass Ihr bei der Pfarre bleibt.“

1580 erschien das Konkordienbuch als Zusammenstellung verbindlicher Bekenntnistexte: Es enthält die Konkordienformel sowie die von ihr als maßgeblich benannten altkirchlichen und reformatorischen Bekenntnisse. Mit dieser autoritativen Sammlung gilt „der Prozess der Bekenntnisbildung der lutherischen Kirchen [als] abgeschlossen“.

## Inhalt
Die Konkordienformel wurde auf Deutsch abgefasst. Eine spätere Übersetzung ins Lateinische besorgten Chemnitz und Selnecker. Der erste Teil, Epitome genannt, enthält in zwölf Artikeln die Beurteilung und Entscheidung der bisher strittigen Lehrpunkte. Zuerst wird jeweils die Streitfrage (status controversiae) dargelegt, die rechtgläubige Auffassung des strittigen Punktes in den sogenannten Affirmativa bündig zusammengefasst, endlich die ihr entgegenstehende Lehre in der Negativa oder Antithesis ihren Hauptpunkten nach bezeichnet und sofort „verworfen und verdammt“.
Der zweite Teil, solida declaratio (= ausführliche Darlegung) genannt, erörtert dieselben Artikel im Zusammenhang und ist eigentlich das Torgauer Buch nach den Veränderungen, auf die man sich im Kloster Berge geeinigt hatte, weshalb es auch als Bergisches Buch bezeichnet wird.

## Artikel der Konkordienformel
| Art. 1  | Von der Erbsünde                         | De peccato originis             | Gegen Matthias Flacius, der behauptete, die Erbsünde gehöre zum Wesen des Menschen. |
| Art. 2  | Vom freien Willen                        | De libero arbitrio              | Eindeutige Ablehnung einer möglichen Hinwendung des Willens zur Gnade Gottes unter Bezug auf Luthers De servo arbitrio im Zusammenhang mit dem Synergistischen Streit. |
| Art. 3  | Von der Gerechtigkeit vor Gott           | De iustitia fidei coram deo     | Sowohl gegen Andreas Osiander, der die Rechtfertigung als Einwohnung der göttlichen Natur Christi im Menschen verstand, als auch gegen Franciscus Stancarus, der nur die menschliche Natur Christi wirken sah, im Zuge des Osiandrischen Streits: Festschreibung der forensischen Rechtfertigungsvorstellung Melanchthons. |
| Art. 4  | Von guten Werken                         | De bonis operibus               | Sowohl gegen Georg Major, der gute Werke als notwendig für die Seligkeit bezeichnete, als auch gegen Nikolaus von Amsdorff, der im Zuge des Majoristischen Streits behauptete, gute Werke seien schädlich für die Seligkeit; stattdessen Pochen auf das sola fide.                                                         |
| Art. 5  | Von Gesetz und Evangelium                | De lege et evangelio            | Feststellung, dass das Evangelium reine Gnaden-, keine Gesetzes- oder Bußpredigt sei. Die Aussage steht im Zusammenhang mit dem Antinomistischen Streit. |
| Art. 6  | Vom dritten Gebrauch des Gesetzes        | De tertio usu legis             | Gegen die Auffassung, dass der wiedergeborene Christ das Gesetz nicht mehr benötige. (Usus in renatis oder tertius usus legis) |
| Art. 7  | Vom heiligen Abendmahl Christi           | De coena domini                 | Im Zuge des zweiten Abendmahlsstreits Verwerfung der reformierten und der katholischen Abendmahlslehre sowie Betonung der Realpräsenz und Ubiquität Christi. |
| Art. 8  | Von der Person Christi                   | De persona Christi              | Betonung der „höchsten Gemeinschaft“ von göttlicher und menschlicher Natur in Christus. |
| Art. 9  | Von der Höllenfahrt Christi              | De descensu Christi ad inferos  | Christus sei nach dem Begräbnis in menschlicher und göttlicher Natur in die Hölle gefahren, habe den Teufel besiegt und ihm so die Macht der Hölle entrissen. |
| Art. 10 | Von Kirchengebräuchen                    | De ceremoniis ecclesiasticis    | Auch Belange um Ordnungen und Riten, sogenannte Adiaphora („Nebendinge“) dulden im status confessionis keine Kompromisse. |
| Art. 11 | Von der ewigen Vorsehung und Wahl Gottes | De aeterna praedestinatione Dei | Prädestination zum Heil gibt Hoffnung, es gibt keine Prädestination zur Verdammnis, wie Calvin und Zwingli behaupten. |
| Art. 12 | Von anderen Rotten und Sekten            | De aliis haeresibus et sectis   | Gegen Täufer, Irrungen in Polizei (d. h. Obrigkeit) und Haushaltung, gegen Schwenkfeldianer, Arianer und Antitrinitarier. |